# Cornelia Lister
Cornelia Lister (Oslo, 26 mei 1994) is een tennisspeelster uit Zweden.
Zij begon op tienjarige leeftijd met het spelen van tennis.

## Loopbaan
Sinds 2010 speelde ze met pijn in haar rechterarm, veroorzaakt door een zwakke onderrug, waardoor een zenuw werd bekneld. In 2014 was ze van de pijn verlost, en kon ze voluit gaan trainen.
Haar eerste WTA-toernooi was het dubbelspeltoernooi van toernooi van Båstad in 2013, waarvoor zij een wildcard kreeg.
Sinds 2016 komt Lister uit voor Zweden op de Fed Cup – tot en met 2019 speelde zij 14 partijen.
In 2017 won zij het ITF-toernooi van Las Palmas. In het dubbelspel won ze tot op heden(juli 2019) 25 ITF-toernooien.
In 2019 bereikte Lister voor het eerst een WTA-finale, in het dubbelspel van Guadalajara, samen met de Tsjechische Renata Voráčová – die verloren zij van Maria Sanchez en Fanny Stollár. Later dat jaar won zij haar eerste WTA-titel, op het dubbelspeltoernooi van Palermo samen met de Tsjechische Renata Voráčová.

## Posities op deWTA-ranglijst
Positie per einde seizoen:
| jaar | rang enkelspel | rang dubbelspel |
| ---- | -------------- | --------------- |
| 2012 | 1158           | 1003            |
| 2013 | 711            | 559             |
| 2014 | 848            | 435             |
| 2015 | 543            | 206             |
| 2016 | 625            | 216             |
| 2017 | 426            | 104             |
| 2018 | 535            | 117             |

## Palmares
| Legenda                 |
| ----------------------- |
| Grandslamtoernooi       |
| Olympische Spelen       |
| Year-End Championships  |
| Premier Mandatory       |
| Premier Five / WTA 1000 |
| Premier / WTA 500       |
| International / WTA 250 |
| Challenger / WTA 125    |

### WTA-finaleplaatsen enkelspel
geen

### WTA-finaleplaatsen vrouwendubbelspel
| nr.              | finale     | toernooi        | ondergrond | partner         | tegenstandsters                | score            |         |
| ---------------- | ---------- | --------------- | ---------- | --------------- | ------------------------------ | ---------------- | ------- |
| gewonnen finales |            |                 |            |                 |                                |                  |         |
| 1.               | 2019-07-27 | WTA Palermo     | gravel     | Renata Voráčová | Ekaterine Gorgodze Arantxa Rus | 7-6, 6-2         | details |
| verloren finales |            |                 |            |                 |                                |                  |         |
| 1.               | 2019-03-16 | WTA Guadalajara | hardcourt  | Renata Voráčová | Maria Sanchez Fanny Stollár    | 5-7, 1-6         | details |
| 2.               | 2019-06-08 | WTA Bol         | gravel     | Renata Voráčová | Timea Bacsinszky Mandy Minella | 6-0, 6-7, [4-10] | details |

## Resultaten grandslamtoernooien
| Legenda | Legenda                          |
| ------- | -------------------------------- |
| g.t.    | geen toernooi gehouden           |
| l.c.    | lagere categorie                 |
| –       | niet deelgenomen                 |
| G       | uitgeschakeld in de groepsfase   |
| 1R      | uitgeschakeld in de eerste ronde |
| 2R      | uitgeschakeld in de tweede ronde |
| 3R      | uitgeschakeld in de derde ronde  |
| 4R      | uitgeschakeld in de vierde ronde |
| KF      | uitgeschakeld in de kwartfinale  |
| HF      | uitgeschakeld in de halve finale |
| F       | de finale verloren               |
| W       | het toernooi gewonnen            |
| w-v     | winst/verlies-balans             |

### Vrouwendubbelspel
| toernooi        | 2019 |
| --------------- | ---- |
| Australian Open | –    |
| Roland Garros   | –    |
| Wimbledon       | 1R   |
| US Open         | 1R   |